# Gran Premi de Bèlgica del 2015
El Gran Premi de Bèlgica de Fórmula 1 de la temporada 2015 s'ha disputat al Circuit de Spa-Francorchamps, del 21 al 23 d'agost del 2015.

## Resultats de la qualificació
| Pos                 | No | Pilot            | Constructor          | Part 1   | Part 2      | Part 3   | Sortida |
| ------------------- | -- | ---------------- | -------------------- | -------- | ----------- | -------- | ------- |
| 1                   | 44 | Lewis Hamilton   | Mercedes             | 1:48.908 | 1:48.024    | 1:47.197 | 1       |
| 2                   | 6  | Nico Rosberg     | Mercedes             | 1:48.923 | 1:47.955    | 1:47.655 | 2       |
| 3                   | 77 | Valtteri Bottas  | Williams-Mercedes    | 1:49.026 | 1:49.044    | 1:48.537 | 3       |
| 4                   | 8  | Romain Grosjean  | Lotus-Mercedes       | 1:49.353 | 1:48.981    | 1:48.561 | 91      |
| 5                   | 11 | Sergio Pérez     | Force India-Mercedes | 1:49.006 | 1:48.792    | 1:48.599 | 4       |
| 6                   | 3  | Daniel Ricciardo | Red Bull-Renault     | 1:49.664 | 1:49.042    | 1:48.639 | 5       |
| 7                   | 19 | Felipe Massa     | Williams-Mercedes    | 1:49.688 | 1:48.806    | 1:48.685 | 6       |
| 8                   | 13 | Pastor Maldonado | Lotus-Mercedes       | 1:49.568 | 1:48.956    | 1:48.754 | 7       |
| 9                   | 5  | Sebastian Vettel | Ferrari              | 1:49.264 | 1:48.761    | 1:48.825 | 8       |
| 10                  | 55 | Carlos Sainz Jr. | Toro Rosso-Renault   | 1:49.109 | 1:49.065    | 1:49.771 | 10      |
| 11                  | 27 | Nico Hülkenberg  | Force India-Mercedes | 1:49.499 | 1:49.121    |          | 11      |
| 12                  | 26 | Daniïl Kviat     | Red Bull-Renault     | 1:49.469 | 1:49.228    |          | 12      |
| 13                  | 9  | Marcus Ericsson  | Sauber-Ferrari       | 1:49.523 | 1:49.586    |          | 13      |
| 14                  | 7  | Kimi Räikkönen   | Ferrari              | 1:49.288 | Sense temps |          | 162     |
| 15                  | 33 | Max Verstappen   | Toro Rosso-Renault   | 1:49.831 | Sense temps |          | 183     |
| 16                  | 12 | Felipe Nasr      | Sauber-Ferrari       | 1:49.952 |             |          | 14      |
| 17                  | 22 | Jenson Button    | McLaren-Honda        | 1:50.978 |             |          | 194     |
| 18                  | 14 | Fernando Alonso  | McLaren-Honda        | 1:51.420 |             |          | 205     |
| 19                  | 28 | Will Stevens     | Marussia-Ferrari     | 1:52.948 |             |          | 15      |
| 20                  | 98 | Roberto Merhi    | Marussia-Ferrari     | 1:53.099 |             |          | 17      |
| 107% time: 1:56.531 |    |                  |                      |          |             |          |         |
| Font:               |    |                  |                      |          |             |          |         |

Notes
^1  – Romain Grosjean va rebre una penalització de 5 llocs a la graella per substituir la caixa de canvi. 

^2  – Kimi Räikkönen va rebre una penalització de 5 llocs a la graella per substituir la caixa de canvi. 

^3  – Max Verstappen va rebre una penalització de 10 llocs a la graella per usar la sisena unitat de potència de la temporada. 

^4  – Jenson Button va rebre una penalització de 55 llocs a la graella per realitzar diversos canvis i substituir la seva unitat de potència. 

^5  – Fernando Alonso va rebre una penalització de 55 llocs a la graella per realitzar diversos canvis i substituir la seva unitat de potència.

## Resultats de la Cursa
| Pos   | No | Pilot            | Constructor          | Voltes | Temps / Retirada   | Pos.Sortida | Punts |
| ----- | -- | ---------------- | -------------------- | ------ | ------------------ | ----------- | ----- |
| 1     | 44 | Lewis Hamilton   | Mercedes             | 43     | 1h 23' 40. 387     | 1           | 25    |
| 2     | 6  | Nico Rosberg     | Mercedes             | 43     | + 2.058 s          | 2           | 18    |
| 3     | 8  | Romain Grosjean  | Lotus-Mercedes       | 43     | + 37.988 s         | 9           | 15    |
| 4     | 26 | Daniïl Kviat     | Red Bull-Renault     | 43     | + 45.692 s         | 12          | 12    |
| 5     | 11 | Sergio Pérez     | Force India-Mercedes | 43     | + 53.997 s         | 4           | 10    |
| 6     | 19 | Felipe Massa     | Williams-Mercedes    | 43     | + 55.283 s         | 6           | 8     |
| 7     | 7  | Kimi Räikkönen   | Ferrari              | 43     | + 55.703 s         | 16          | 6     |
| 8     | 33 | Max Verstappen   | Toro Rosso-Renault   | 43     | + 56.076 s         | 18          | 4     |
| 9     | 77 | Valtteri Bottas  | Williams-Mercedes    | 43     | + 1'01.040 min.    | 3           | 2     |
| 10    | 9  | Marcus Ericsson  | Sauber-Ferrari       | 43     | + 1:31.234 min.    | 13          | 1     |
| 11    | 12 | Felipe Nasr      | Sauber-Ferrari       | 43     | + 1:42.311 min.    | 14          |       |
| 121   | 5  | Sebastian Vettel | Ferrari              | 42     | Pneumàtics         | 8           |       |
| 13    | 14 | Fernando Alonso  | McLaren-Honda        | 42     | + 1 Volta          | 20          |       |
| 14    | 22 | Jenson Button    | McLaren-Honda        | 42     | + 1 Volta          | 19          |       |
| 15    | 98 | Roberto Merhi    | Marussia-Ferrari     | 42     | + 1 Volta          | 17          |       |
| 16    | 28 | Will Stevens     | Marussia-Ferrari     | 42     | + 1 Volta          | 15          |       |
| Ret   | 55 | Carlos Sainz Jr. | Toro Rosso-Renault   | 32     | Unitat de potència | 10          |       |
| Ret   | 3  | Daniel Ricciardo | Red Bull-Renault     | 19     | Prob. Elèctrics    | 5           |       |
| Ret   | 13 | Pastor Maldonado | Lotus-Mercedes       | 2      | Unitat de potència | 7           |       |
| DNS   | 27 | Nico Hülkenberg  | Force India-Mercedes | 0      | Unitat de potència | 11          |       |
| font: |    |                  |                      |        |                    |             |       |

Notes
^1  – Sebastian Vettel es va classificar en haver disputat el 90% de la cursa.